# Kamboni
Kamboni (Kambooni en somali, Chiambone en italien) est une petite ville côtière du sud-ouest de la Somalie située près de la frontière avec le Kenya dans le district de Badhaadhe dans la région Lower Juba. La ville est située à environ 274 kilomètres de Kismayo. Selon les officiers américains en mission en Somalie, Kamboni aurait servi de base pour des militants terroristes islamistes dès 1999 dont des groupes proches d'Al-Qaïda ou encore de l'Al-Ittihad al-Islami (AIAI). Les États-Unis ont donc, en décembre 2002, mis en place une organisation nommé Forces opérationnelles interarmées multinationales - Corne de l'Afrique afin de suivre les événements dans la région et former les habitants locaux à combattre les islamistes présents dans la ville.
Les responsables américains estiment que plusieurs attentats ont été préparés à Kamboni notamment les attentats de plusieurs ambassades en Afrique des États-Unis en 1998 et l'attentat contre l'hôtel de Mombasa en 2002.

## Géographie
La ville de Kamboni se situe à l'extrême sud sur les côtes somaliennes et très près de la frontière avec le Kenya.

## Culture
Kamboni dispose, entre autres, d'une mosquée.

## Batailles de Ras Kamboni se
Alors que la guerre fait rage en Somalie en 2006, les troupes de l'Union des Tribunaux Islamiques ont pris la fuite pour tenter de garder un bastion à Kamboni.
Le 8 janvier 2007 tandis que la bataille fait rage, un avion de combat AC-130 de l'armée américaine a été signalé en attaquant des membres présumés d'Al-Qaïda dans le sud de la Somalie, il a également été rapporté qu'un porte-avions de l'armée américaine avait été déplacé afin de pouvoir frapper les possibles camps d'Al-Qaïda ce qui fut un échec partiel pour les armées américaines qui se sont finalement engagées dans la bataille pour pas grand chose car les Américains ont plus tué de nomades que de seigneurs de guerre islamistes proches d'Al-Qaïda, la ville sera finalement reprise par les troupes éthiopiennes peu après.
Mais peu après le retrait des troupes éthiopiennes, les militants d'Al-Shebbab prennent facilement la ville. Cependant le 20 octobre 2011 les forces gouvernementales de la Somalie ont repris la ville et même un porte parole militaire a annoncé que la ville avait été prise sans effusion de sang.
Le 11 décembre 2024, une défaite des forces armées somaliennes dans la localité de Ras Kamboni face aux forces du Jubaland a lieu. 600 militaires somaliens, dont des forces spéciales entraînés par la Turquie, se réfugie en Kenya en abandonnant leur matériel.